# Motala község
Motala község (svédül: Motala kommun) Svédország 290 községének egyike. Östergötland megyében található, székhelye Motala.

## Települések
A község települései:
| Település  | Népesség | Megjegyzés         |
| ---------- | -------- | ------------------ |
| Borensberg | 3119     |                    |
| Fornåsa    | 454      |                    |
| Fågelsta   | 316      |                    |
| Godegård   | 202      |                    |
| Klockrike  | 281      |                    |
| Motala     | 29823    | a község székhelye |
| Nykyrka    | 419      |                    |
| Tjällmo    | 578      |                    |
| Österstad  | 334      |                    |